# El derecho de gozar
 El derecho de gozar  és una pel·lícula de l'Argentina dirigida per Leo Kanaf, que va ser produïda en 1968, però mai va ser estrenada comercialment. El film, un thriller eròtic, va tenir com a protagonistes a Libertad Leblanc i Ricardo Bauleo, amb aparició especial de Fidel Pintos.
El director Leo Kanaf havia estat productor dels films Shunko (1960) i Alias Gardelito (1961), entre d'altres, i va dirigir a més altres films, alguns d'ells documentals.

## Repartiment
Van intervenir en el film els següents intèrprets:
- Libertad Leblanc
- Ricardo Bauleo
- Francisco de Paula
- José María Gutiérrez
- Lydia Scotty
- Fidel Pintos

## Argument
Una bella dona (Libertad Leblanc) està casada amb un director de cinema (Francisco de Paula). Malgrat l'aparent felicitat del matrimoni, ella té una aventura amb un jove faldiller (Ricardo Bauleo), i coqueteja amb un guionista (José María Gutiérrez). Durant el rodatge d'una pel·lícula dirigida pel seu marit, dues actrius són misteriosament assassinades.